# معركة تولوز (1814)
معركة تولوز (10 أبريل 1814) هي إحدى المعارك الأخيرة في الحروب النابليونية، والتي اندلعت بعد مرور أربعة أيام من استسلام نابليون عن الإمبراطورية الفرنسية لدول التحالف السادس. بعد طرد جيوش الإمبراطورية الفرنسية المحبطة والمتفككة إلى خارج إسبانيا أثناء حملة عسيرة في الخريف السابق، تابع الجيش البريطاني البرتغالي والإسباني الحلفاء في عهد دوق ويلينغتون الحرب إلى جنوب فرنسا في ربيع عام 1814.
دافع المارشال جان دو ديو سول عن تولوز، العاصمة الإقليمية. تعرضت فرقة بريطانية وشعبتين من القوات الإسبانية لهجوم عنيف أثناء قتال دامي في 10 أبريل، وتكبد الحلفاء خسائر أكثر من الخسائر الفرنسية بمقدار 1400 رجلًا. استولى سول على المدينة ليوم إضافي قبل تنظيم هروبه من المدينة مع جيشه، تاركًا وراءه نحو 1600 جريح، بما في ذلك ثلاثة جنرالات.
قدّر عدد كبير من الملكيين الفرنسيين موعد دخول ويلينغتون في صباح يوم 12 أبريل، ما أثبت مخاوف سول السابقة من احتمال وجود عناصر الطابور الخامس داخل المدينة. بعد ظهر ذلك اليوم، وصلت الأخبار الرسمية عن هزيمة نابليون وتنازله ونهاية الحرب إلى ويلينغتون. وافق سول على الهدنة في 17 أبريل.

## التمهيد للمعركة
في أعقاب الغزو الناجح لفرنسا في وقت سابق من العام، حاصر جيش الحلفاء من التحالف السادس مدينة تولوز، وتألف الجيش من القوات البريطانية والبرتغالية والإسبانية الخاضعة للقيادة العليا للمارشال الميداني آرثر ويلزلي، دوق من ويلينغتون، وكانت تولوز آنذاك واحدة من المراكز الحضرية القليلة المتبقية في فرنسا التي ما تزال موالية لنابليون.
تولى نحو 42,000 جندي فرنسي مهمة حماية مدينة تولوز، بقيادة المارشال سول، دوق دالماتيا. تحطمت معنويات القوات الإمبراطورية في جميع أنحاء جنوب فرنسا أثناء محاربة قوات الحلفاء الأنجلو في بلادهم، وزاد من احباطها أنباء الانتصارات المتكررة للتحالف في شمال فرنسا وشرقها. دفعت حملات الحلفاء بالقوات الفرنسية إلى خارج إسبانيا خلال عام 1813، بعد اندلاع الكثير من الحروب التي أسفرت عن سقوط أكثر من 300,000 من الضحايا الفرنسيين بين عام 1808 وأواخر عام 1813. عانى الفرنسيون من خسائر أكبر في القوى العاملة في جنوب فرنسا، حيث حوّل نابليون العديد من القوات الجنوبية لتعزيز قواته في مواجهة جيوش التحالف التي غزت شمال فرنسا وشرقها بعد انتصار الحلفاء في معركة لايبزج في أكتوبر 1813.

## العمليات الأولية

### أورتيز
عقب هزيمة سول ضد ويلينغتون في معركة أورتيز في أواخر فبراير 1814، تراجع المارشال الفرنسي شمالًا خلف نهر أدور إلى سان سيفر. كان سول في موقف مستعصي، إذ كان بإمكانه الدفاع عن بوردو إلى الشمال الغربي أو تولوز إلى الشرق، لكنه لم يتمكن من حماية كليهما. كان الجيش الفرنسي سيجد صعوبة في الحصول على الغذاء في حال تمركز بالقرب من بوردو خلف نهر غارون. بالتالي، اختار سول التمركز في تولوز.

### بوردو
مع تحرك سول شرقًا، أرسل ويلينغتون بيرسفورد مع فرقتين للاستيلاء على بوردو، ثالث أكبر مدينة في فرنسا. لتعويض الفاقد من القوات العسكرية، دعا الجنرال البريطاني إلى إرسال تعزيزات بلغت 8000 من قوات المشاة الإسبانية والجنود البريطانيون. وضع ويلينغتون حلفائه على نظام الرواتب والإمدادات البريطانية خوفًا من أن ينهب الإسبان الريف الفرنسي ويحرضون على حرب العصابات. في الوقت ذاته، دفع الجيش البريطاني البرتغالي الإسباني الفرنسيين إلى خارج أير سوردور في 2 مارس أثناء اشتباك بينهما. انسحب سول إلى بلايسانس وماوبورغيت، في مواجهة الغرب، وتبع ذلك انقطاع دام عشرة أيام، وبدأت تعزيزات ويلنغتون بالوصول.
في 12 مارس، استولى بيرسفورد على بوردو دون مقاومة. ترك الفرقة السابعة حامية، وانضم مجددًا إلى ويلينغتون مع الفرقة الرابعة. في الوقت ذاته، في 17-18 مارس، وأثناء شن غارة مع 100 من جنود سلاح الفرسان الفرنسي، أحاط النقيب دايوما بالجناح الجنوبي لجيش الحلفاء وهاجم سان سيفر حيث أسر 100 رجل. شن ويلينغتون هجومه آنذاك، على أمل السيطرة على جيش سول. زحف الفرنسيون شرقًا بسرعة إلى سان غاودينز وإلى الشمال الشرقي إلى تولوز متجنبين بذلك الطوابير البريطانية المطوّقة لهم. بعد وصول سول إلى تولوز، تمركز جنوده خلف أسوار المدينة وتحصيناتها.